# La Mère (film, 1952)
Pour les articles homonymes, voir La Mère.
Pour plus de détails, voir Fiche technique et Distribution.
La Mère (おかあさん, Okaasan) est un film japonais, réalisé en 1952 par Mikio Naruse.

## Synopsis
La vie quotidienne de la famille Fukuhara — Ryōsuke, le père ; Masako, la mère ; Susumo, le fils aîné ; Toshiko (l'aînée et la narratrice du film) et Chako, les deux filles ; Tetsuo, le jeune neveu que la famille élève tant que sa mère poursuit ses études — dans un quartier populaire de Tokyo. Ryōsuke va pouvoir enfin rouvrir sa blanchisserie incendiée pendant la guerre. Mais la famille est accablée par le malheur : le fils Susumo, employé jusque-là dans une fabrique de velours, tombe gravement malade et meurt. Ryōsuke commence, lui aussi, à souffrir d'une affection oculaire. Un ami, Kimura, appelé « Tonton Prison », se propose de leur venir en aide. Masako ne cesse de travailler. Toshiko l'aide en vendant des beignets ou des glaces selon la saison ; elle commence à fréquenter Shinjiro, le jeune boulanger, amateur, comme elle, de concours de chant. 
Malgré l'aggravation de sa maladie, Ryōsuke refuse d'entrer à l'hôpital afin de ne pas compromettre le redémarrage de la blanchisserie. Un soir, à l'heure du dîner, à la suite d'une violente crise de toux, Ryōsuke meurt. Après les funérailles, des voisines remettent de l'argent collecté à Masako. Le frère et la belle-sœur de Ryōsuke, qui ont perdu leur fils durant la guerre, manifestent le désir de prendre en charge la fille cadette, Chako. Masako, résignée, accepte la proposition et annonce à la petite fille son départ prochain. Toshiko est bouleversée et tente vainement de garder Chako au foyer. Pourtant, celle-ci s'est faite à l'idée d'aller vivre dans une autre famille. Kimura, dont on pensait dans le quartier qu'il allait épouser Masako. 
Elle lui fait ses adieux et se prépare à une vie solitaire, car Toshiko a fini par s'engager avec Shinjiro, le boulanger, et Noriko, la sœur de Masako, va bientôt reprendre Tetsuo.

## Fiche technique
- Titre original : おかあさん (Okaasan?)
- Titre français : La Mère
- Réalisation : Mikio Naruse
- Assistant réalisateur : Teruo Ishii
- Scénario original : Yōko Mizuki, librement adapté d'une composition qui a emporté le premier prix d'un concours national organisé pour les écoliers[1]
- Photographie : Hiroshi Suzuki (ja)
- Décors : Masatoshi Katō
- Musique : Ichirō Saitō
- Montage : Hidetoshi Kasama
- Son : Kihachirō Nakai
- Producteur : Ichirō Nagashima
- Société de production : Shintōhō
- Sous-titres français : Georges Bonmarchand
- Pays d'origine :  Japon
- Langue originale : japonais
- Format : noir et blanc  — 1,37:1 — 35 mm — son mono
- Genre : drame
- Durée : 97 minutes
- Dates de sortie :
  - Japon : 12 juin 1952[2]
  - France : 1er décembre 1954 (Cinéma d'Essai, Studio de l'Étoile) - 9 juin 2021, reprise en salles[3]

## Distribution

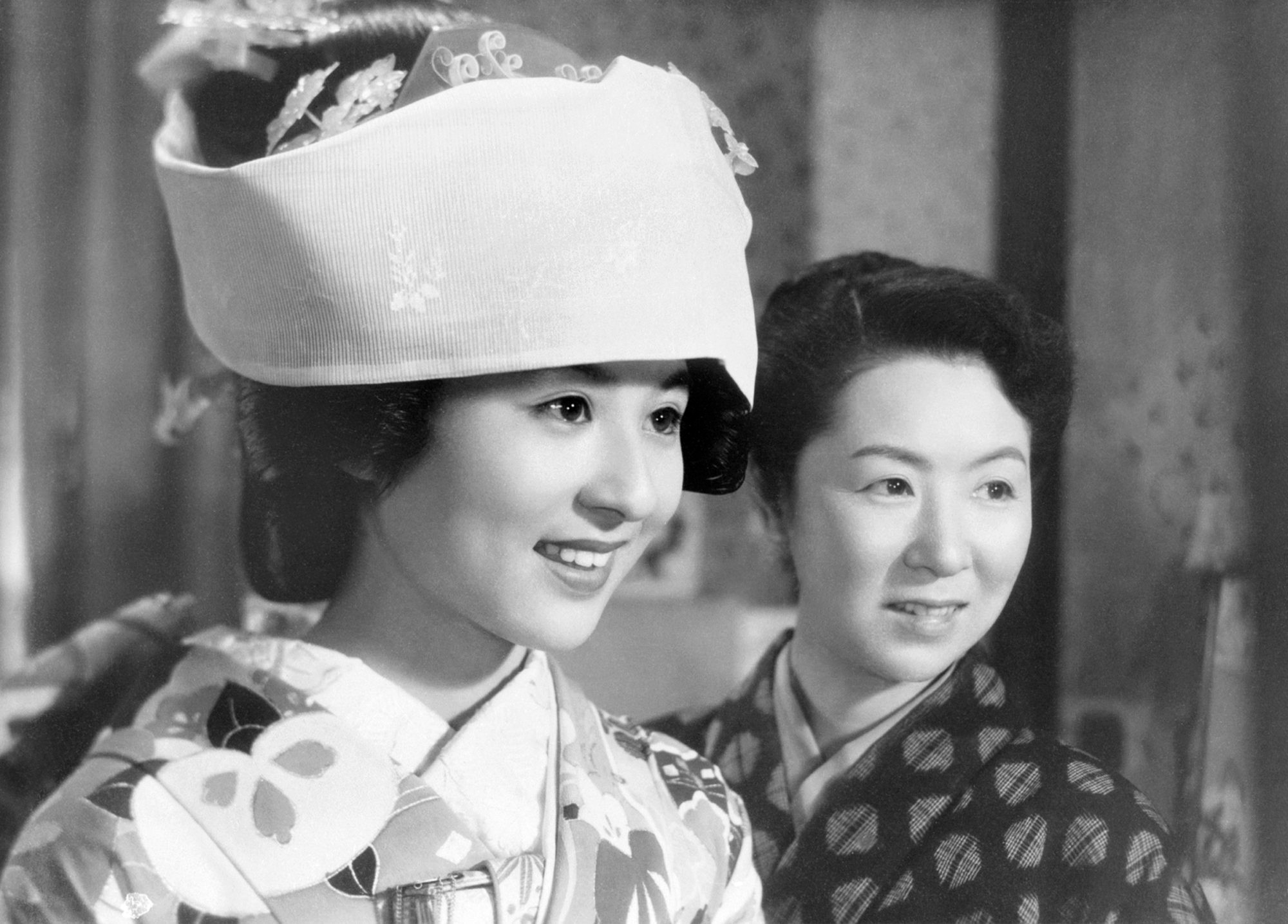
Kyōko Kagawa et Kinuyo Tanaka.

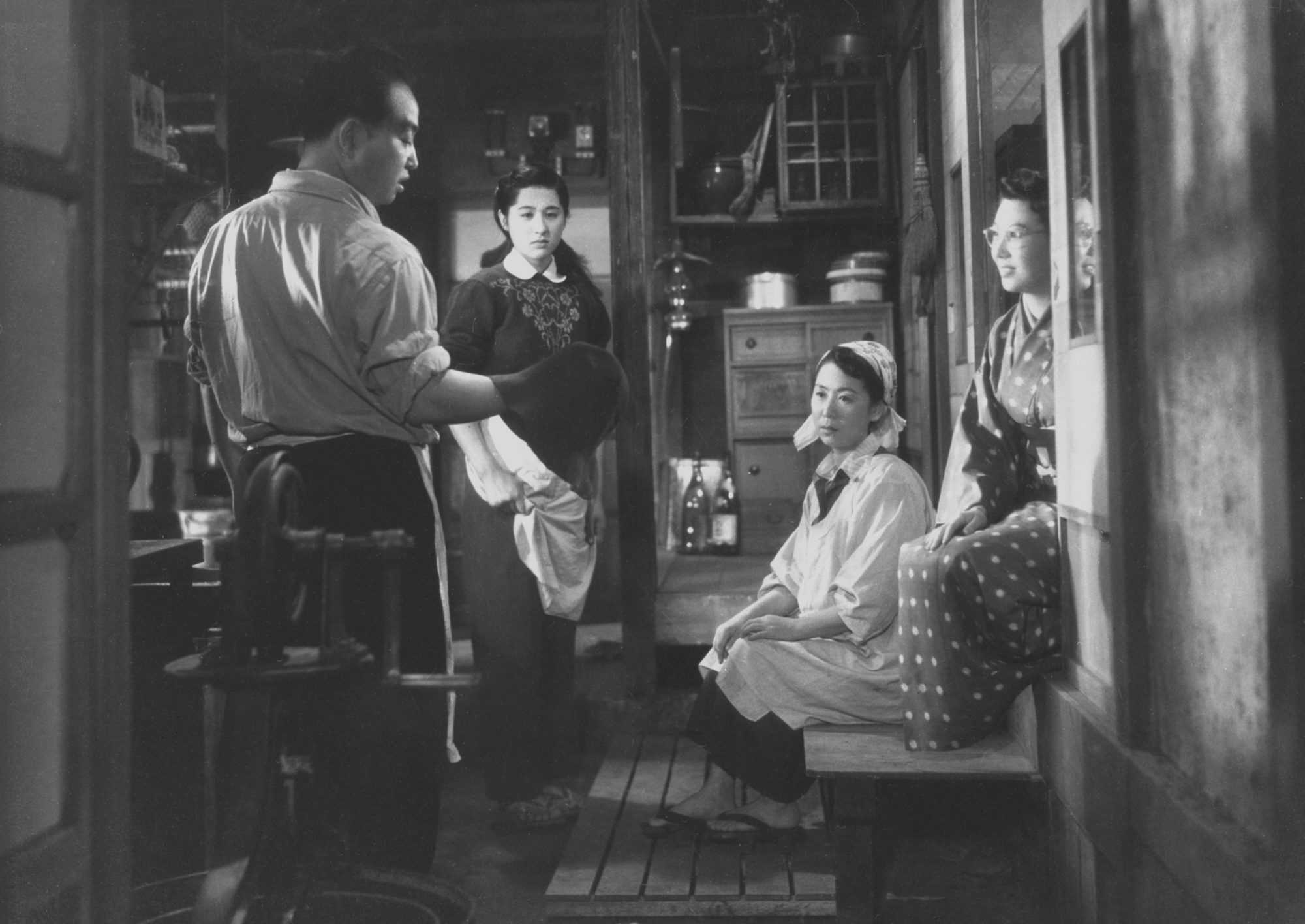
De g. à d. : Daisuke Katō, Kyōko Kagawa, Kinuyo Tanaka et Chieko Nakakita.

- Kinuyo Tanaka[4] : Masako Fukuhara, la mère
- Kyōko Kagawa : Toshiko, la fille aînée, la narratrice
- Keiko Enami : Chako, la seconde fille
- Masao Mishima : Ryōsuke Fukuhara dit « Popeye », le père
- Akihiko Katayama (ja) : Susumo Fukuhara, le fils aîné
- Chieko Nakakita : Noriko, la sœur cadette de Masako
- Daisuke Katō : l'« oncle » Kimura, dit « Tonton Prison »
- Eiji Okada : Shinjiro, le jeune boulanger
- Eiko Miyoshi : Yutaka Kiyo, la grand-mère paternelle
- Yōnosuke Toba (ja) : Naosuke Fukuhara, le frère de Popeye
- Atsuko Ichinomiya (ja) : Koyo Fukuhara, la femme de Naosuke
- Takashi Itō : Tetsuo Kurihara, le jeune fils de Noriko
- Zekō Nakamura (ja) : le père de Shinjiro
- Noriko Honma : la mère de Shinjiro
- Sadako Sawamura : Osei, une voisine
- Shigeru Ogura : le client au chapeau

## Musiques additionnelles
- Hanayome ningyō de Haseo Sugiyama, lors du concours de chant
- Mikan no hana saku oka de Minoru Kainuma, chanté par Toshiko lors du concours
- 'O sole mio d'Eduardo Di Capua, chanté par Shinjiro dans la boulangerie
- Amefuri de Shinpei Nakayama, chanté par les enfants

## Commentaires
Sorti à Paris fin 1954, La Mère (Okaasan) fut, durant de nombreuses années, le seul film de Mikio Naruse connu par le public français.

Dans les Cahiers du cinéma de janvier 1955, Jacques Doniol-Valcroze écrit : 

« […] Le film de Mikio Naruse est construit plus comme une chronique que comme un récit romanesque de type classique. […]
On a prononcé cent fois déjà le mot de “néo-réalisme japonais” à propos d'Okazan. Encore qu'un peu facile, l'étiquette n'est pas inexacte, mais le néo-réalisme italien est bien plus élaboré, concerté et — s'il a d'autres qualités — n'a jamais eu cette fraîcheur, cette naïveté adulte, cette réserve, cette pudeur résignée, ces continuels glissements d'une demi-teinte sur autre demi-teinte. […]
L'intention de réalisme aboutit à ce résultat paradoxal : la disparition de l'exotisme. J'ai vu deux fois Okazan : à la seconde vision j'avais complètement oublié que l'histoire se passait au Japon,. »

La redécouverte et la consécration ultérieure du cinéaste japonais, favorisées par la présentation à la Cinémathèque française, au début de l'année 2001, de 37 de ses 89 films, ont eu pour conséquence de relativiser la valeur de La Mère.

Pourtant, selon Jean Narboni, auteur d'un ouvrage consacré à Mikio Naruse, le film ne doit pas être sous-estimé. Il appartient, dit-il, 

« à la période peut-être la plus riche de l'œuvre de Naruse, et s'inscrit entre deux chefs-d'œuvre incontestés Le Repas (1951) et L'Éclair (1952). Cette chronique des épreuves répétées et des rares occasions de joie que connaît une famille de blanchisseurs pauvres avait tout pour virer au mélodrame le plus accablant de bons sentiments. […] Mais le film emporte dans son cours égal cette suite d'épreuves, il maintient dans un registre sourd les événements de toute nature, échappant cependant à la froideur du constat par l'adoption du point de vue sensible de la narratrice (la fille aînée de Masako). »

À titre d'exemple, existe-t-il « situation plus difficile à filmer sans pathos que le moment où une petite fille fait ses adieux à sa famille avant d'aller vivre chez un couple sans enfant ? […] », poursuit Narboni.
Il signale également, à notre attention, la scène où l'enfant regarde un bref moment le portrait de sa mère et le range posément dans un tiroir. « Rarement la cruauté innocente et la vitesse d'oubli d'un enfant auront été inscrites avec plus de concision que dans ce film, dont le rythme vif mais mesuré capte constamment chez ses personnages la labilité des humeurs. »

## Récompenses et distinctions
Toutes attribuées en 1953
- Prix Blue Ribbon du meilleur réalisateur pour Mikio Naruse et du meilleur second rôle masculin pour Daisuke Katō[9].
- Prix Mainichi du meilleur second rôle masculin pour Daisuke Katō, du meilleur second rôle féminin pour Chieko Nakakita et de la meilleure musique de film pour Ichirō Saitō[10].
- Le film est classé à la 7e place des dix meilleurs films japonais de l'année 1952 par la revue Kinema Junpō[11].